# Management opérationnel
 (février 2015).
 (février 2015).
 (février 2015).
Le management opérationnel est l'ensemble des techniques centrées sur l'organisation qui sont mises en œuvre pour l'administration d'une entité.
 Il s'agit de manager des Hommes, des activités et des évolutions.

## Enjeux du management opérationnel
Est opérationnel ce qui est a priori du domaine du fonctionnel et donc du court terme. Par conséquent, le management d'une structure organisationnelle est du domaine de l'opérationnel, contrairement à la gestion du périmètre de l'entité qui est du domaine du management stratégique.
Lorsqu'un responsable de la production change par exemple de place une machine dans un atelier, il recherche une amélioration de la production par un management opérationnel.
Si un dirigeant choisit de racheter une entreprise concurrente, il engage l'entreprise pour le long terme, c'est alors une démarche de management stratégique.
Cette distinction permet aussi d'envisager plus sereinement une externalisation de l'analyse de la stratégie qui pourrait nuire à la prise de distance nécessaire.

## Caractéristiques du management opérationnel
Le management opérationnel analyse plus spécifiquement :
- Les structures physique et les processus opérationnels ;
- Les systèmes de décision ;
- Les systèmes d'information ;
- Les systèmes d'animation des hommes.
- La relation client
- La mise en place de l'omnicanalité.